# Lisa Österlund
Lisa Österlund, född 1896, död 1974, var en svensk lärare och barnboksförfattare.
Lisa Österlund skrev flera småbarnsböcker och barnpjäser.